# Vladimir Sherbachov
Vladímir Vladímirovich Scherbachov (en ruso: Влади́мир Влади́мирович Щербачёв, Varsovia, Zarato de Polonia, 12 de enerojul./ 24 de enero de 1889greg.-Leningrado, 5 de marzo de 1952) fue un compositor soviético.
Estudió con Maximilian Steinberg, Anatoli Liádov o Jāzeps Vītols en el Conservatorio de San Petersburgo de 1908 a 1914 mientras trabajaba como pianista para Serguéi Diáguilev y enseñaba teoría musical. Sirvió en la Primera Guerra Mundial, y para diferentes posiciones musicales del gobierno de la URSS. De 1918-1923 fue lector de Narkompros, y más tarde profesor en los conservatorios de Leningrado (1923-1931 y 1944-1948) y Tiflis. Entre sus alumnos se encuentran Borís Arápov, Vasili Velikánov, Yevgueni Mravinski o Gavriil Popov.